# Sommatino
Sommatino es una comuna siciliana de 7.876 habitantes de la provincia de Caltanissetta. Su superficie es de 34 km². Su densidad es de 232 hab/km². Forma parte de la región italiana de Sicilia. Las comunas limítrofes son Caltanissetta, Mazzarino, Naro (AG), Ravanusa (AG), y Riesi.

## Evolución demográfica
| Gráfica de evolución demográfica de Sommatino entre 1861 y 2001 |
|                                                                 |
| Fuente ISTAT - elaboración gráfica de Wikipedia                 |

## Geografía
- Altitud: 296 metros.
- Latitud: 37°19′59″ N
- Longitud: 13°58′59″ E